# Їжак (герб)
Їжак - шляхетський герб.

## Опис герба
В червоному полі чорний їжак. Клейнод: три пера страуса.

## Найбільш ранні згадки
Перша згадка про герб з'явилася у книзі Герби лицарства польського Папроцького.

## Роди
Gąsiorecki, Hiż, Hyżewicz, Jeż, Lisowski, Łosowski, Sulkiewicz, Wyżewicz,

### Відомі власники
- Jan August Hiż
- Олександр Юзеф Лісовський